# Hohenzollern-Sigmaringen
Hohenzollern-Sigmaringen fue un Estado alemán perteneciente al Sacro Imperio Romano Germánico surgido en 1575 como una partición del condado de Hohenzollern. Aquel año el condado quedó dividido en tres Estados: Hohenzollern-Hechingen, Hohenzollern-Haigerloch y Hohenzollern-Sigmaringen.

## Historia

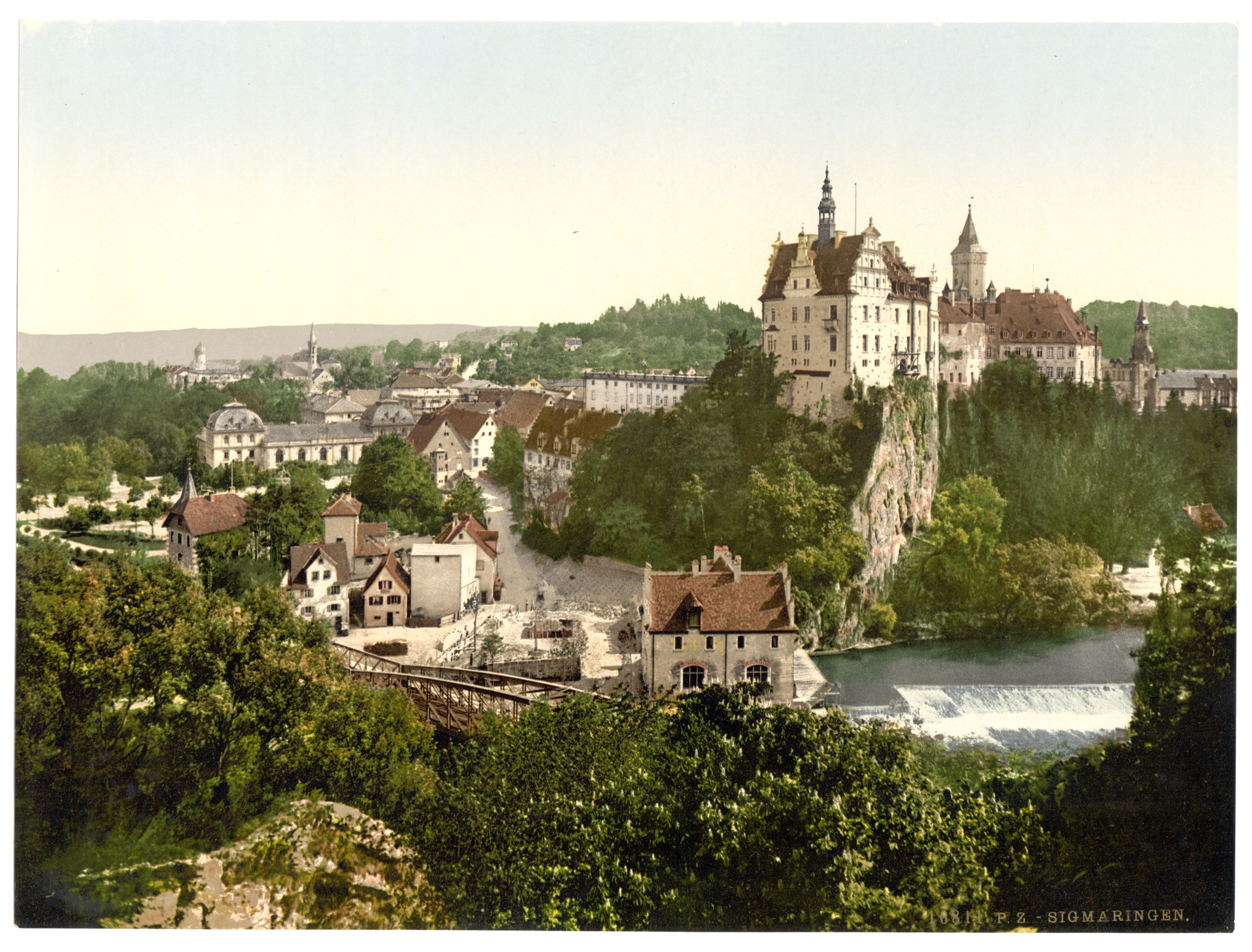
Vista del castillo de Sigmaringen hacia el año 1900.

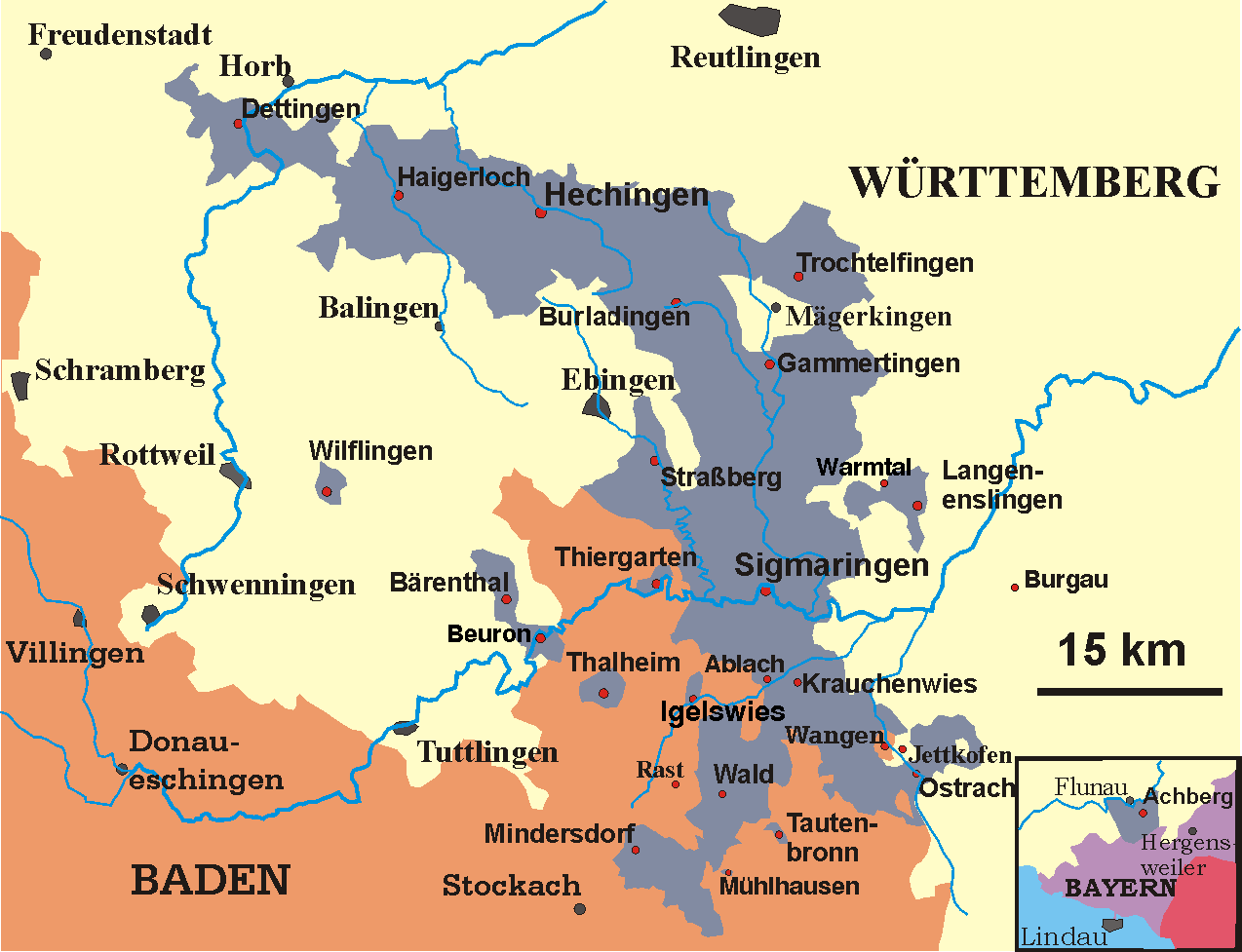
Región de Hohenzollern.

El primer conde de Hohenzollern-Sigmaringen fue Carlos II (1576-1606).
Durante el reinado del hijo y sucesor de Carlos II, el conde Juan (1606-1638), se inició la guerra de los Treinta Años en la que Hohenzollern-Sigmaringen se vio inmersa al igual que los demás Estados alemanes. Juan se mantuvo fiel al catolicismo. Como compartía frontera con los duques de Wurtemberg, de confesión protestante, quedó envuelto en conflictos religiosos. Para hacer frente a sus poderosos y peligrosos enemigos, el conde de Hohenzollern-Sigmaringen buscó una alianza con la católica Baviera. Su alianza con Baviera le permitió a Juan verse elevado a la dignidad de Príncipe Imperial en 1623. En 1630 se hizo con el principado de Hohenzollern-Haigerloch que quedó integrado en su patrimonio. En 1632 el castillo de Sigmaringen fue arrasado por los suecos y el propio príncipe Juan se vio obligado a refugiarse en Baviera, donde murió.
El príncipe Meinardo I (1638-1681) vio el final de la guerra en 1648. Tras la muerte de Meinardo se  restableció un principado de Hohenzollern-Haigerloch para su segundogénito. Este principado de Hohenzollern-Haigerloch no se reintegraría definitivamente en Hohenzollern-Sigmaringen hasta 1767.
El principado de Hohenzollern-Sigmaringen sobrevive hasta mediados del siglo XIX. La revolución liberal de 1848 obligó al príncipe Carlos a abdicar en favor de su hijo Carlos Antonio, de ideología liberal. El nuevo príncipe, imbuido de un ideario liberal y pangermanista, decidió entregar la soberanía del principado de Hohenzollern-Sigmaringen a Prusia, donde reinaba una rama menor de la familia Hohenzollern. Hohenzollern-Sigmaringen junto con el vecino Hohenzollern-Hechingen se integraron en 1849 como la provincia de Hohenzollern en el Estado prusiano.
Con posterioridad, el príncipe Carlos Antonio llegaría a ser ministro-presidente de Prusia entre 1858 y 1862, mientras que su hijo Carlos sería elegido (con el apoyo de Prusia) príncipe y posteriormente rey de Rumanía.

## Lista de jefes de Estado

### Condes de Hohenzollern-Sigmaringen
- 1576-1606 Carlos II
- 1606-1623 Juan

### Príncipes de Hohenzollern-Sigmaringen
- 1623-1638 Juan
- 1638-1681 Meinrado I
- 1681-1689 Maximiliano
- 1689-1715 Meinrado II
- 1715-1769 José Federico Ernesto
- 1769-1785 Carlos Federico
- 1785-1831 Antonio Luis
- 1831-1848 Carlos
- 1848-1849 Carlos Antonio